# Cephalia rufipes
Cephalia rufipes är en tvåvingeart som beskrevs av Johann Wilhelm Meigen 1826. Cephalia rufipes ingår i släktet Cephalia och familjen fläckflugor. Inga underarter finns listade.